# Engelstein (Herrschaft)

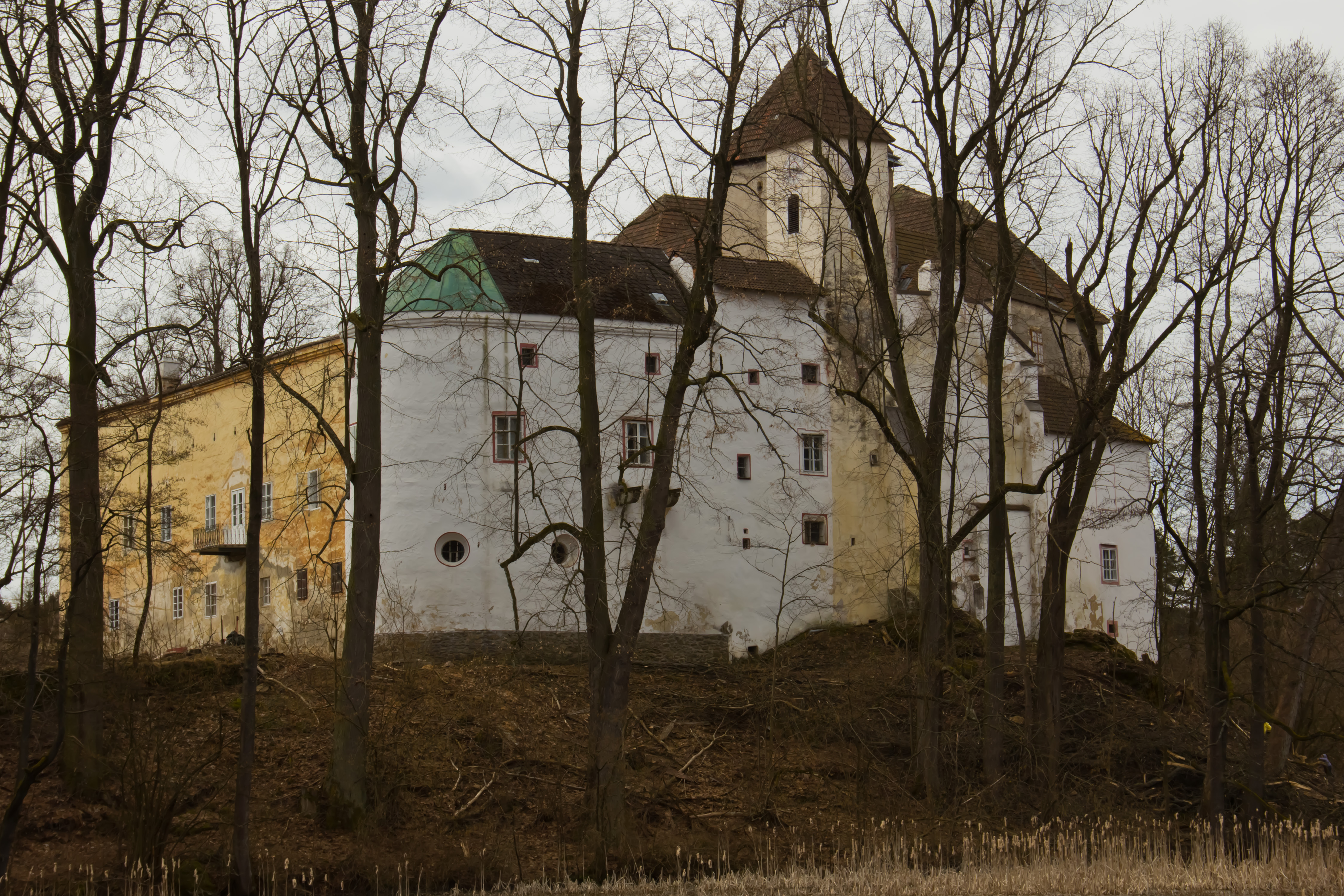
Schloss Engelstein, Sitz der Verwaltung

Die Herrschaft Engelstein war eine Grundherrschaft im Viertel ober dem Manhartsberg im Erzherzogtum Österreich unter der Enns, dem heutigen Niederösterreich.

## Ausdehnung
Die Herrschaft, der weiters die Herrschaften Ehrendorf und Unterwiellands einverleibt waren, umfasste zuletzt die Ortsobrigkeit über Engelstein, Reichenbach, Grünbach, Mistelbach, Groß Schönau, St. Wolfgang, Harmannstein, Mühlbach, Oberhörmanns, sowie Ehrendorf und Unterwiellands. Der Sitz der Verwaltung befand sich im Schloss Engelstein.

## Geschichte
1806 kam die Allodialherrschaft Engelstein an die Freiherrn von Geusau, die 1810 und 1839 den großen Wirtschaftshof ausbauen und die Vorburg wohnlich einrichten ließen. Der letzte Inhaber war der Offizier und Politiker Karl Freiherr von Geusau. Nach den Reformen 1848/1849 wurde die Herrschaft aufgelöst; die verbliebenen Güter waren noch bis 1916 im Besitz der Freiherrn von Geusau.